# Lycée Félix Faure
Das Lycée Félix-Faure ist eines von fünf Lycées in Beauvais. Es befindet sich am Nordrand der Innenstadt. Die Schüler kommen aus Beauvais, aber auch aus dem ganzen Département Oise. Im Schuljahr 2019/20 ist die Schule dreizehnzügig.

## Geschichte
Das Lycée wurde 1898 gegründet. Der Architekt Norbert-Auguste Maillart baute das Gebäude aus regionalen Rohstoffen wie Backstein und dem Naturstein aus Saint-Maxim. Der Bau begann 1896 und wurde 1898 fertiggestellt. Errichtet wurde eine symmetrische Anlage um 3 Innenhöfe, wobei alle Klassenräume sich jeweils auf einen offenen Arkadengang öffnen. Die Hanglage des Lycées unterstreicht nochmals die monumentale Architektur. Während des Ersten Weltkriegs wurde die Schule als Lazarett für insgesamt 40.000 Verletzte von der Front genutzt. Im Zweiten Weltkrieg saß die deutsche Feldkommandantur in dem Gebäude. Seinerzeit hat es Bombenschäden erlitten. Der Namensgeber des Lycées ist der ehemalige Präsident Frankreichs Félix Faure.
2017 wurde das Lycée Félix-Faure in die Liste der Monuments historiques aufgenommen.

## Profil
In der Seconde (10. Klasse) muss jeder französische Schüler zwei Enseignements d’exploration wählen, um sich auf die Spezialisierung für das Baccalauréat ab der Première (11. Klasse) vorzubereiten. Eines der beiden muss einen wirtschaftlichen Schwerpunkt haben. Neben dem Baccalauréat général gibt es am Lycée Félix-Faure auch das Baccalauréat technologique.
Als erste Fremdsprache wird Deutsch oder Englisch angeboten, als zweite Fremdsprache daneben noch Spanisch. Italienisch kann zusätzlich als dritte Fremdsprache belegt werden.
Zum Vertiefen der Sprachen kann das Fach Physik in englischer Sprache oder das Fach Geschichte in französischer Sprache belegt werden. Neben diesen Sections européennes gibt es die Möglichkeit das Abibac zu erwerben, für welches die Schüler 5 Wochenstunde in deutscher Sprache und Literatur sowie 4 Wochenstunden in Geschichte-Geographie auf Deutsch unterrichtet werden.
Nach dem Baccalauréat bietet die Schule die Möglichkeit, innerhalb von zwei Jahren ein Brévet de technicien supérieur (BTS) zu erwerben. Diese Angebote beziehen sich auf den Bereich Handel und Betriebswirtschaft. In Kooperation mit dem Conservatoire National des Arts et Métiers (CNAM Picardie) kann ferner nach einem weiteren Jahr eine Licence für Handel, Verkauf und Marketing oder für Management und Organisation erworben werden.

## Partnerschulen und Austausche
Mit dem Uhland-Gymnasium Tübingen besteht seit vielen Jahren ein Austausch zwischen jeweils einer neunten Klasse und einer Seconde.
AbiBac-Partnerschule des Lycée Félix-Faure ist seit 2009 das Humboldt-Gymnasium Weimar, mit dem jährlich ein Austausch zwischen Schülern der Première und der elften Klasse stattfindet.